# 日本ルーテル神学校
日本ルーテル神学校（にほんルーテル神学校、英語：Japan Lutheran Theological Seminary）は、東京都三鷹市大沢3−10−20に本部を置く各種学校で、キリスト教プロテスタントに属するルター派の牧師養成とキリスト教の指導者育成のための神学校である。日本福音ルーテル教会と日本ルーテル教団が設立母体の教会であり、主としてその両教会の牧師養成を行う。

## 概要
1909年、熊本市において「路帖神学校」としてはじまり、1925年に東京府野方町（現東京都中野区）鷺宮に移転する。1964年に4年制大学日本ルーテル神学大学と2年制の神学校の形に改組した。1969年に三鷹の現在地に移転する。1998年に神学校自体もまた4年制の各種学校に改組し、現在に至る。
2015年3月、神学基礎コースの募集を開始した。1年コースと2年コースを置き、超教派に募集、キリスト教徒でない者も受け入れる。なお、入学後は神学校研究生という身分になる（この神学基礎コースは現在は研究生に発展解消した）。
2019年度4月より、牧師養成を目的とした従来の「牧師養成コース」の教育に加え、「神学一般コース」を開設。ルーテル教会の信徒の方々や他教派の方々、またキリスト教に深い関心を持ち学ぶ意欲のある方たちが神学校の学びをできるように、二年間のプログラムを用意。ルター派の伝統的な神学を基本としながら、エキュメニカルで広く開かれた学びをそれぞれの関心に沿って深めていくことができる。対象者は・キリスト教関連の施設や仕事に従事する者、あるいはそれを希望する者でキリスト教／キリスト教人間理解を深めたいという者。・いずれの教会の会員でも、信徒として聖書とキリスト教、神学を深く学ぼうという意欲のある者。・上記のいずれでもないが、キリスト教への深い関心がある者で、修了要件は、2年間在学し（牧師養成コースは4年間の在学が必要）、以下の必修・選択必修を含めて、40単位必修科目：「神学通論」2単位、聖書学関連から4単位（「旧約緒論」「新約緒論」が推奨される）、ルター関連科目から2単位、歴史神学科目から2単位修得する必要がある。